# Exobasidium horvathianum
Exobasidium horvathianum ist eine Pilzart der Familie der Nacktbasidienverwandten (Exobasidiaceae) aus der Ordnung Ustilaginomycotina. Sie ist ein Endoparasit von Rhododendron luteum. Symptome des Befalls durch den Pilz sind blasse bis orangerote Gallen auf den Blättern der Wirtspflanzen. Das Verbreitungsgebiet der Art umfasst Osteuropa und Kleinasien.

## Merkmale

### Makroskopische Merkmale
Exobasidium horvathianum ist mit bloßem Auge zunächst nicht zu erkennen. Symptome des Befalls sind rote, bis zu 7 cm breite und 3 cm hohe, bleiche bis orangerote Pflanzengallen auf den Blättern, runzliche Blattspitzen sowie im Spätstadium auf der Blattunterseite hervortretendes Myzel.

### Mikroskopische Merkmale
Das Myzel von Exobasidium horvathianum wächst wie bei allen Nacktbasidien interzellulär und bildet Saugfäden, die in das Speichergewebe des Wirtes wachsen. Die viersporigen, 6–7 µm breiten Basidien sind unseptiert. Sie wachsen direkt aus der Wirtsepidermis oder aus Spaltöffnungen. Die bananenähnlich geformten Sporen sind hyalin und 13–14 × 3 µm groß. Zunächst sind sie einzellig, reif weisen sie bis zu drei Septen auf. Konidien sind offenbar nicht vorhanden.

## Verbreitung
Das bekannte Verbreitungsgebiet von Exobasidum horvathianum umfasst Europa vom Kaukasus bis nach Polen sowie Kleinasien.

## Ökologie
Die Wirtspflanze von Exobasidium horvathianum ist Rhododendron luteum. Der Pilz ernährt sich von den im Speichergewebe der Pflanzen vorhandenen Nährstoffen, seine Basidien brechen später durch die Blattoberfläche und setzen Sporen frei. Die Sporen keimen zu Konidien oder Keimschläuchen, aus denen sich dann neues Myzel entwickelt.